# Китай (Кашкадарьинская область)
Китай (узб. Xitoy / Хитой) — посёлок городского типа, расположенный на территории Мубарекского района Кашкадарьинской области Республики Узбекистан.
Статус посёлка городского типа с 2009 года.

## Население
По данным переписи 1986 года, в посёлке проживало 2800 человек.